# Resolució 781 del Consell de Seguretat de les Nacions Unides
La Resolució 781 del Consell de Seguretat de les Nacions Unides, fou adoptada el 9 d'octubre de 1992. Després de reafirmar la resolució 713 (1991) i totes les resolucions posteriors sobre la situació a l'antiga Iugoslàvia, el Consell va decidir imposar la prohibició de vols militars a l'espai aeri de Bòsnia i Hercegovina, de conformitat amb les disposicions establertes a la resolució 770 (1992).
El Consell va assenyalar que la prohibició no s'aplica als vols relacionats amb la Força de Protecció de les Nacions Unides (UNPROFOR) o amb altres operacions de les Nacions Unides i els vols d'ajuda humanitària. Va demanar a la UNPROFOR que vigilés el compliment de la prohibició, inclosa la possibilitat de col·locar observadors als aeròdroms al territori de l'antiga Iugoslàvia i assegurar que el propòsit dels vols a Bòsnia i Hercegovina sigui coherent amb les resolucions del Consell de Seguretat.
A continuació, la resolució va demanar als Estats membres que adoptessin totes les mesures necessàries per ajudar a la Força de Protecció basada en el seguiment tècnic i altres capacitats. També va demanar al Secretari General Boutros Boutros-Ghali que informés periòdicament al Consell de Seguretat sobre l'aplicació de la resolució actual i les seves violacions. El Consell va declarar que es comprometria a examinar la informació relativa a l'aplicació de la Resolució 781 i de qualsevol violació, inclosa la possibilitat d'introduir noves mesures per fer complir la prohibició. La resolució actual només va indicar que les "agències regionals" podrien controlar la prohibició, però la Resolució 816 (1993) va autoritzar a les forces de l'OTAN a enderrocar els infractors. Hi va haver diverses violacions de la prohibició, en particular per part de la força aèria dels serbis de Bòsnia contra objectius militars i civils en enclavaments musulmans.
La resolució 781 va ser aprovada per 14 vots contra cap en contra, amb una abstenció de la República Popular de la Xina, com a protesta en el text de la resolució que indica que aquesta força es pot utilitzar si la prohibició no s'aplicava.